# Oscar Stranard
Oscar Stranard (Gosselies, 25 november 1927 – Jumet, 18 juni 2001) was een Belgisch magistraat. Van 1992 tot 1998 was hij eerste voorzitter van het Hof van Cassatie.

## Biografie
Oscar Stranard behaalde de diploma's van doctor in de rechten (1951), licentiaat in de criminologische wetenschappen (1954) en licentiaat in het notariaat (1955). Hij begon zijn carrière in 1951 als advocaat aan de balie te Charleroi. Gesteund door de Socialistische Partij trad hij tot de magistratuur toe. Hij werd plaatsvervangend vrederechter in het kanton Binche. In 1961 werd Stranard rechter in de rechtbank in Charleroi.
In 1971 werd hij raadsheer in de hoven van beroep in Bergen en Brussel. Tot 1977 was hij voorzitter van het hof van assisen in Bergen. Vanaf 1977 was hij rechter bij het Hof van Cassatie. Van 1992 tot 1998 was hij eerste voorzitter van het Hof.
In 1983 werd Stranard raadsheer in het Benelux-Gerechtshof, waarvan hij vicevoorzitter was.